# 시청자 제보 물은 생명이다
《시청자 제보 물은 생명이다》는 매주 평일 오전에 방송되었던 SBS 교양 프로그램이다.

## 방송 시간
| 방송 채널 | 프로그램                  | 방송 기간                          | 방송 시간                                 | 방송 분량 |
| --------- | ------------------------- | ---------------------------------- | ----------------------------------------- | --------- |
| SBS TV    | 시청자 제보 물은 생명이다 | 2003년 5월 12일 ~ 2003년 10월 31일 | 매주 평일 오전 11시 10분 ~ 오전 11시 15분 | 5분       |
| SBS TV    | 시청자 제보 물은 생명이다 | 2003년 11월 3일 ~ 2006년 3월 10일  | 매주 평일 오전 11시 30분 ~ 오전 11시 35분 | 5분       |
| SBS TV    | 시청자 제보 물은 생명이다 | 2006년 3월 13일 ~ 2008년 1월 11일  | 매주 평일 오전 11시 55분 ~ 낮 12시        | 5분       |
| SBS TV    | 시청자 제보 물은 생명이다 | 2008년 1월 14일 ~ 2008년 11월 28일 | 매주 평일 낮 12시 25분 ~ 낮 12시 30분     | 5분       |

## 일부지역 자체방송
GTB 강원민방, CJB 청주방송, TBC 대구방송, KBC 광주방송, JTV 전주방송, ubc 울산방송, JIBS 제주국제자유도시방송, KNN, TJB 대전방송은 자체방송 없이 시청자 제보 물은 생명이다를 내보냈다.